# Гамалій Дмитро (кінорежисер)
Гамалій Дмитро (за іншими даними Гамалій А. П.)  — український кінорежисер, актор кіно 1910-х років.

## Фільмографія
- 1911 — «Сватання на вечорницях»
- 1912 — «Пан Штукаревич, або оказія, якої не було»
- 1913 — «Запорізький склад»
- 1914 — «Переплуталися»
- 1915 — «Сватання на Гончарівці»